# Július Bártfay
Július Bártfay, de son nom complet Michal Július Bártfay, né le 28 septembre 1888 à Nitra et mort le 25 août 1979 à Bratislava est un sculpteur slovaque.

## Biographie

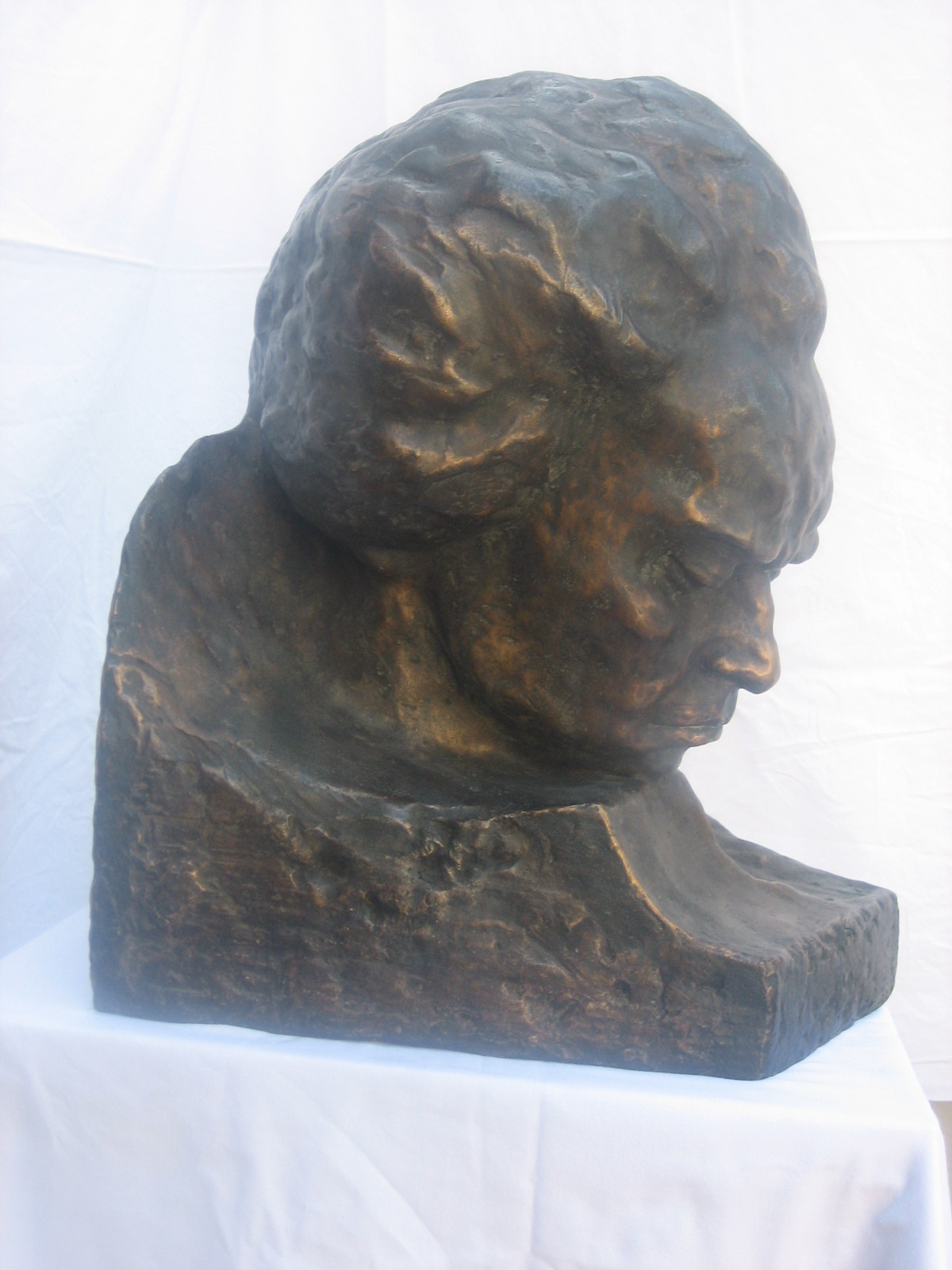
Portrait de Ludwig Beethoven en bronze

Július Bártfay naît à Nitra et étudie à Rome ainsi qu'à Paris. Il est l'un des premiers à appliquer les principes de l'expression expressive, dynamique et sculpturale[réf. nécessaire]. Il est influencé par Antoine Bourdelle et par l'art populaire[évasif]. Il est l'auteur de différents portraits, comme celui de Ludwig van Beethoven, ainsi que de réalisations monumentales, comme le Mémorial SNP[Où ?] ou le Monument des partisans tombés au combat[Où ?].
Il séjourne à Paris en 1921 et en 1922 et il étudie à l'Académie de la Grande Chaumière. Il aide Albert Bartholomé dans son atelier et est formé et dirigé par Antoine Bourdelle. Il travaille également dans l'atelier de ce dernier, à Paris. 
Il est le père de Tibor Bártfay (sk). 